# 彩灰蝶族
彩灰蝶族（學名：Heliophorini）是灰蝶科灰蝶亞科裡的一個族。

## 分類
- 彩灰蝶屬 Heliophorus
- 紫焰灰蝶屬 Iophanus
- 美樂灰蝶屬 Melanolycaena